# Miss Italia nel mondo 1991
La prima edizione di Miss Italia nel mondo si è svolta presso le Terme Berzieri di Salsomaggiore Terme il 6 settembre 1991 ed è stata condotta da Fabrizio Frizzi. Vincitrice del concorso è risultata essere la sudafricana Barbara Bernardi.

## Piazzamenti
| Risultato finale           | Concorrente                    |
| -------------------------- | ------------------------------ |
| Miss Italia nel mondo 1991 | - Sudafrica - Barbara Bernardi |

## 03 - Brasile - Katia Ardito
01 Sudafrica - Barbara Bernardi
02 Uruguay - Leonora Irene Dibueno Fenocchi